# Melody (nave da crociera)
Melody è stata una nave da crociera della compagnia di navigazione MSC Crociere, nota per motivi commerciali anche come MSC Melody.

## Storia

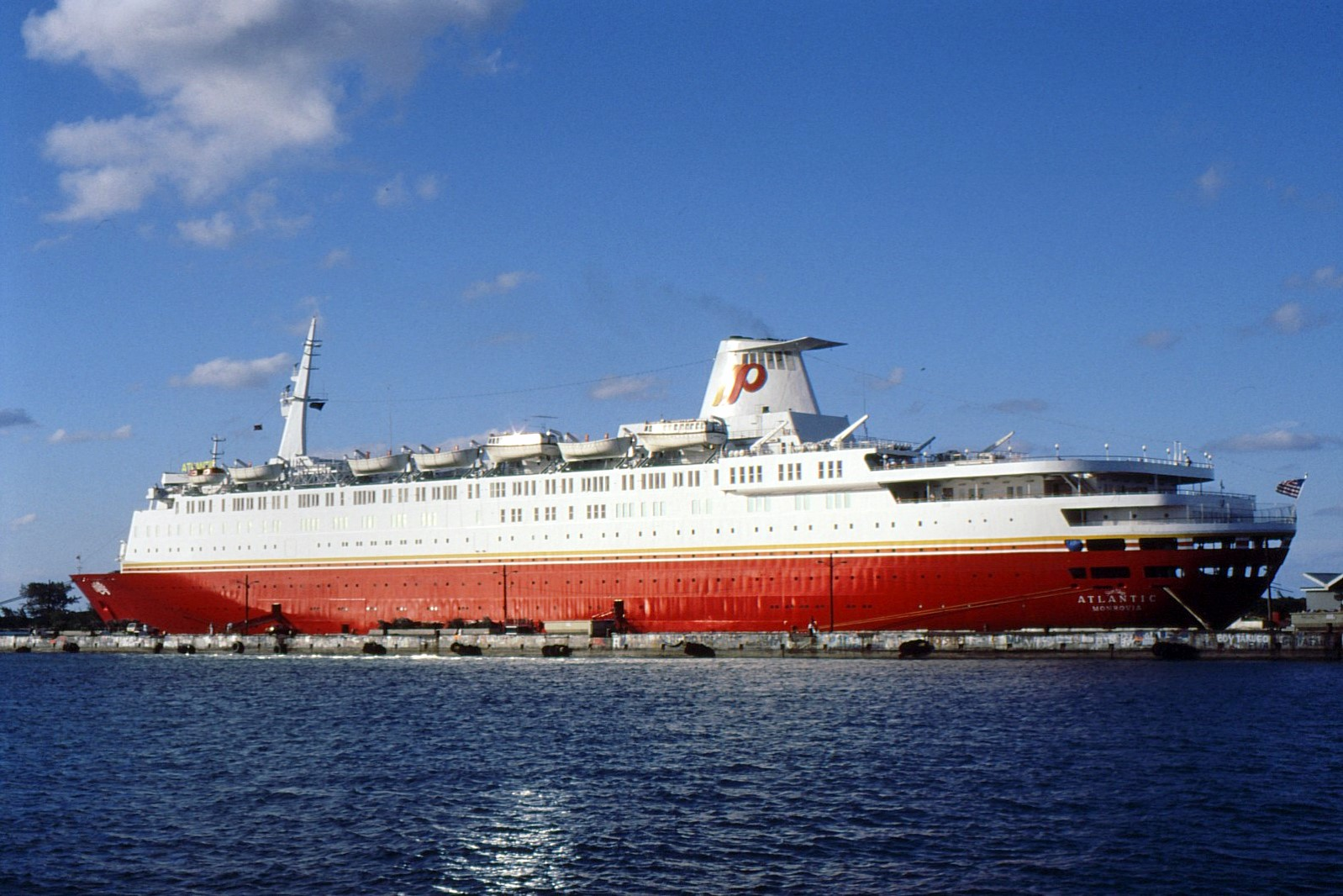
StarShip Atlantic in servizio per Premier Cruise Line a Nassau nel 1989

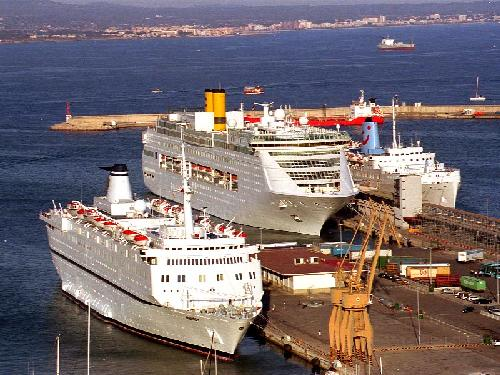
Melody in servizio per MSC Crociere a Palma di Maiorca nel 2008, insieme a Costa Victoria e The Topaz

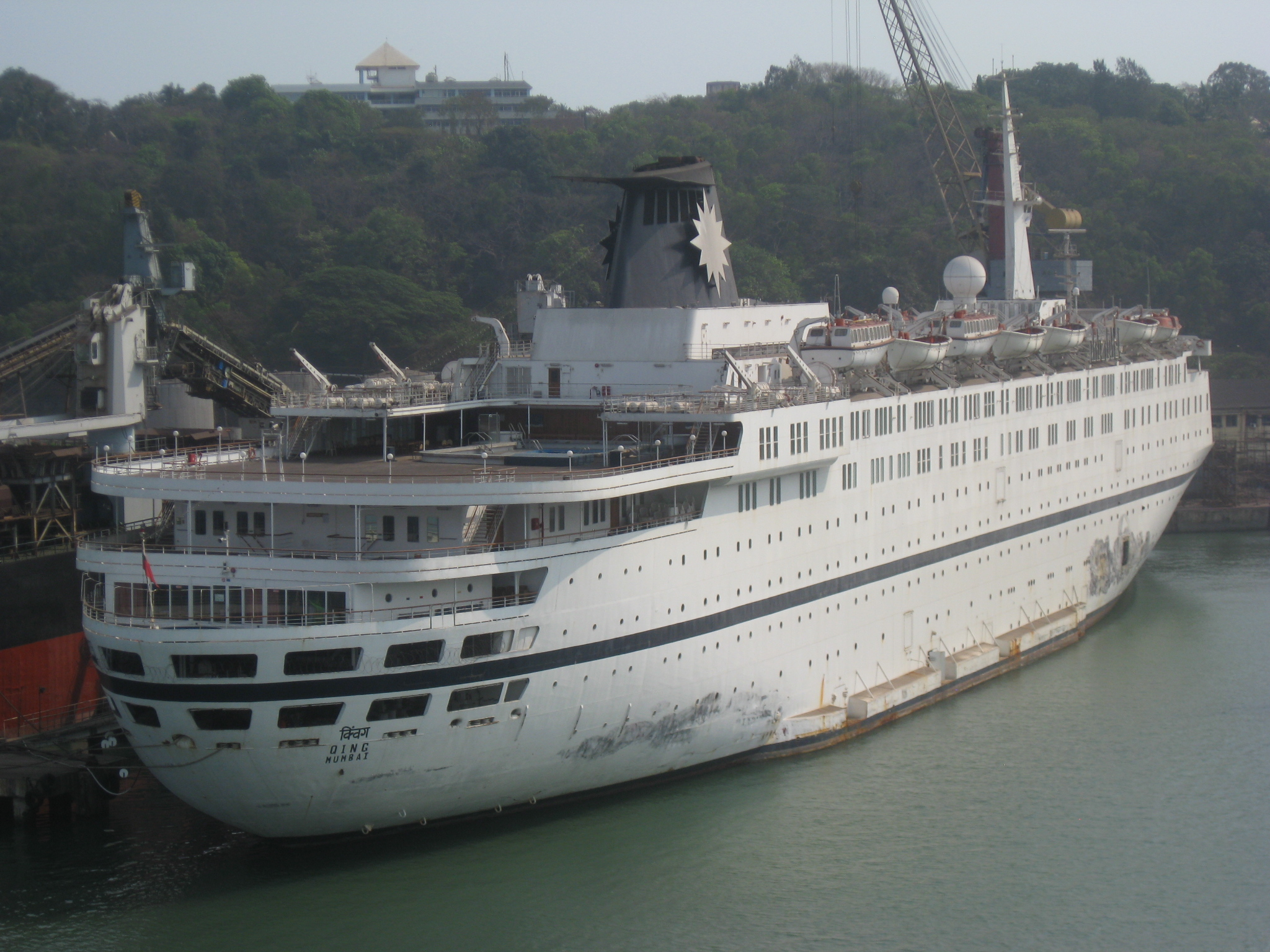
Qing nel 2014 a Goa durante i lavori di conversione in albergo galleggiante

Battezzata il 9 gennaio 1981 come Atlantic, entrò in tale data nella flotta della Home Lines. È stata venduta nel 1988 a Premier Cruise Line, compagnia con la quale ha navigato fino al 1997 come StarShip Atlantic. Nel 1997, la nave entrò in servizio per MSC Crociere con il nome Melody. Dal 2004 la nave venne indicata come MSC Melody per uniformare la nomenclatura della compagnia, ma nella pratica mantenne inalterato il proprio nome. Fu sottoposta a ristrutturazione nel 2005.
In controtendenza rispetto alle navi passeggeri dell'epoca che prevedevano cabine da quattro posti, la Melody ne aveva da cinque. All'inizio la nave era ormeggiata nel porto di Napoli, poi in quello di Castellammare di Stabia.
Fino al 2003 fu l'ammiraglia della flotta MSC, prima che tale ruolo passasse a MSC Lirica.
Alla fine del 2012 MSC cedette la Melody, oramai obsoleta, alla Sahara India Pariwar che, dopo averla ridenominata Qing, l'8 gennaio 2013 la ritirò dal servizio con l'intento di convertirla in un albergo galleggiante.
Il 29 giugno 2016, la nave imbarcò acqua a causa delle forti piogge monsoniche, inclinandosi parzialmente sulla fiancata a dritta mentre si trovava attraccata a Mormugao (Goa), in India. Nessuno si trovava a bordo al momento dell'incidente, ma la nave, che versava in uno stato avanzato di abbandono, fu prima riportata in assetto di galleggiamento da una compagnia di salvataggio nel giugno 2018 e poi venduta per demolizione.

### Tentato abbordaggio
Nella notte del 25 aprile 2009 l'equipaggio della nave, con 991 passeggeri a bordo, è riuscito a sventare un attacco da parte di pirati somali a nord delle isole Seychelles. Il comandante Ciro Pinto è riuscito con manovre evasive a sfuggire nonostante i pirati sparassero con Kalašnikov.

## Descrizione
La dotazione della nave includeva:
- 8 ponti passeggeri
- 4 ascensori
- sistema di riduzione delle vibrazioni e insonorizzazione degli ambienti pubblici
- 6 suite
- 72 minisuite
- 303 cabine esterne
- 151 cabine interne
- TV interattiva, mini bar, cassetta di sicurezza, radio, bagno con doccia o vasca, asciugacapelli, aria condizionata e riscaldamento, guardaroba, telefono e collegamento wireless a Internet in tutte le cabine
- servizi comuni (reception, ufficio escursioni, centro medico)
- saloni/sale conferenze (teatro Mercury con 173 posti, club universo con 510 posti)
- 4 ristoranti
- 4 bar di cui due esterni
- salone di bellezza e sala massaggi
- attività sportive (percorso jogging, shuffle board, palestra, fitness center)
- due piscine tra cui una con tetto semovente
- divertimento (negozi, internet cafè, casinò, discoteca, sala giochi, biblioteca, area giochi con miniclub)